# Lilyan Chauvin

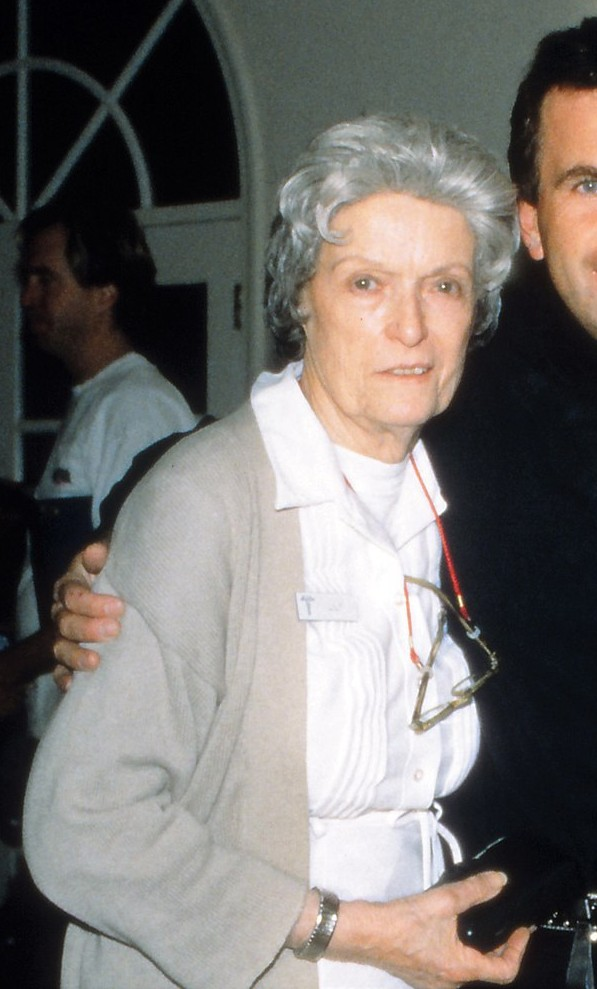
Lilyan Chauvin, 2004

Lilyan Chauvin (* 6. August 1925 in Paris; † 26. Juni 2008 in Los Angeles, Vereinigte Staaten) war eine französische Schauspielerin und Regisseurin.
Im Alter von 21 Jahren zog sie nach New York City, wo sie unter Uta Hagen und am Actors Studio Schauspiel lernte. Sie spielte Haupt- und Nebenrollen in zahlreichen Hollywoodproduktionen und wurde zweimal für den Emmy nominiert. Als Regisseurin war sie an zahlreichen Fernsehserien und Theaterproduktionen beteiligt. Chauvin war Vizepräsidentin der Organisation Women in Film, die sich für eine stärkere Beteiligung von Frauen im Filmgeschäft einsetzt. Daneben produzierte und moderierte sie die Serie Hollywood Structured, die durch Interviews und Beiträge die Karrieren von Hollywoodstars beleuchtete.
Chauvin starb am 26. Juni 2008 an einem Herzleiden und einer langjährigen Krebserkrankung in Los Angeles.

## Filmografie
- 1950: Kraft Television Theatre (Fernsehserie, eine Folge)
- 1957: 10.000 Schlafzimmer (Ten Thousand Bedrooms)
- 1957: Seidenstrümpfe (Silk Stockings)
- 1957: Luftfracht Opium (Tip on a Dead Jockey)
- 1957: Die Girls (Les Girls)
- 1958: Lost, Lonely and Vicious
- 1958: Mein Leben ist der Rhythmus (King Creole)
- 1958: Urlaubsschein nach Paris (The Perfect Furlough)
- 1959: Die den Tod nicht fürchten (The Wreck of the Mary Deare)
- 1960: Walk Like a Dragon
- 1960: Land der tausend Abenteuer (North to Alaska)
- 1961: Bloodlust!
- 1961: Endstation Paris (Back Street)
- 1962: Die vier apokalyptischen Reiter (The Four Horsemen of the Apocalypse)
- 1962: Zwei Wochen in einer anderen Stadt (Two Weeks in Another Town)
- 1965: Cowboy-Melodie (Tickle Me)
- 1968: Deine, meine, unsere (Yours, Mine and Ours)
- 1971: Der Mephisto-Waltzer (The Mephisto Waltz)
- 1971: Machismo: 40 Graves for 40 Guns
- 1971: McMillan & Wife (Fernsehserie, Folge Once Upon a Dead Man)
- 1975: Funny Lady
- 1975: Tödliche Diagnose (Medical Story, Fernsehfilm)
- 1976: Unternehmen Entebbe (Victory at Entebbe, Fernsehfilm)
- 1977: Beyond Reason
- 1977: Jenseits von Mitternacht (The Other Side of Midnight)
- 1978: Die gläserne Puppe (Child of Glass, Fernsehfilm)
- 1978: Ziegfeld: The Man and His Women (Fernsehfilm)
- 1978: Die liebestollen Stewardessen (Flying High, Fernsehserie, Folge Flying High)
- 1979: Portrait of a Stripper (Fernsehfilm)
- 1980: Schütze Benjamin (Private Benjamin)
- 1982: Hart aber herzlich (Folge Familienbande) als Maid
- 1982: Magnum (Magnum, p.i., Fernsehserie, Folge 2x15)
- 1984: Stille Nacht – Horror Nacht (Silent Night, Deadly Night)
- 1987: Born in East L.A.
- 1987: Das Recht zu sterben (Right to Die, Fernsehfilm)
- 1989: Die große Herausforderung (Listen to Me)
- 1990: Todfreunde – Bad Influence (Bad Influence)
- 1990: Predator 2
- 1991: For the Very First Time (Fernsehfilm)
- 1991: Der große Blonde mit dem schwarzen Fuß (True Identity)
- 1992: Stormy Weathers – Eine Detektivin schlägt zurück (Stormy Weathers, Fernsehfilm)
- 1992: Universal Soldier
- 1992: Chaos in Palm Springs (Round Trip to Heaven)
- 1993: The Discoverers (Kurzfilm)
- 1993: Cold Heart – Der beste Bulle von L.A. (No Place to Hide)
- 1994: Tonya & Nancy: The Inside Story (Fernsehfilm)
- 1994: Attack of the 5 Ft. 2 Woman (Fernsehfilm)
- 1994: Pumpkinhead II: Blood Wings
- 1995: Tyson (Fernsehfilm)
- 1995: Akte X (Fernsehserie, Folge 2x21)
- 1995: Phantasmagoria (VG)
- 1997: Star Trek: Deep Space Nine (Fernsehserie, Folge 6x02)
- 1998: The Warlord: Battle for the Galaxy
- 1999: Five Aces
- 2000: Missing Pieces (Fernsehfilm)
- 2000: Stanley’s Gig
- 2000: Skeleton Woman
- 2001: The Man Who Wasn’t There
- 2002: Duty Dating
- 2002: Catch Me If You Can
- 2004: Paradise
- 2011: The Passing